# Servair
Servair ist eine Tochtergesellschaft des französischen Luftfahrtunternehmens Air France und stellt Bordverpflegung für Fluggesellschaften bereit. Das 1971 gegründete Unternehmen mit Sitz in Roissy am Flughafen Paris-Charles de Gaulle ist seit Anfang 2017 im Teilbesitz des Airline-Catering Unternehmens Gategroup Holding.

## Geschichte
Servair wurde 1971 gegründet und verzeichnete bereits 1974 520 Beschäftigte. Im Jahr 1975 erfolgte die Gründung von SERVAIR Lyon. 1986 übernahm das Unternehmen das Catering für den französischen Präsidenten. 1990 gründete Servair ACNA, ein Unternehmen für Flugzeugreinigung und -ausstattung mit Verbrauchsmaterialien, und erreichte zudem eine Produktion von 20 Millionen Mahlzeiten pro Jahr. Im selben Jahr wurde auch DAKAR Catering für den afrikanischen Markt ins Leben gerufen. 1991 eröffnete das Unternehmen Jet Chef in Le Bourget. Bis 1995 hatte Servair bereits Standorte in 14 Ländern. 
1999 gründete Servair gemeinsam mit Star Airlines und Bruneau Pégorier Catering das Unternehmen CAP (Culin’Air Paris). Zu Beginn des neuen Jahrtausends produzierte Servair erneut 20 Millionen Mahlzeiten jährlich. 2001 eröffnete das Unternehmen das Special Meals Catering für koschere Mahlzeiten nach den jüdischen Speisegesetzen in Paris. Schließlich wurde 2002 das Mali Catering am Bamako Airport eröffnet.